# Zgrada Radio Rijeke
Zgrada Radio Rijeke smještena je na Korzu 24, a svojim začeljem gleda na Trg Riječke rezolucije.

## Povijest
Sagrađena je 1848. godine po projektu arhitekta Antona Deseppia, kao Casino patriottico, okupljalište građanske elite iz sredine 19. stoljeća. Nosi obilježja kasnog klasicizma. Ima elegantno pročelje s balkonom koji počiva na altani sa stupovima. Prolaz kroz zgradu veže Korzo s Trgom.
Od 1889. godine u njoj je Hrvatska čitaonica, središte kulturnog, umjetničkog i političkog života Riječana. U njenoj dvorani, okrenutoj prema Trgu, donesena je 1906. Riječka rezolucija, po kojoj je trg i dobio ime.

## Vanjske poveznice
|  | Zajednički poslužitelj ima još gradiva o temi Znamenite riječke građevine |